# مدل چهارعاملی کارهارت
مدل چهارعاملی کارهارت (انگلیسی: Carhart four-factor model) گسترش یافتهٔ مدل سه‌عاملی فاما-فرنچ است که عامل مومنتوم را هم در نظر می‌گیرد. این عامل همچنین با عنوان عامل موم یا MOM (مومنتوم ماهانه) هم شناخته می‌شود. مومنتوم یک سهم، عبارت است از تمایل قیمت سهم برای ادامه دادن روند قبلی خود (تمایل به افزایش قیمت، اگر قیمت در حال بالا رفتن است و تمایل به کاهش قیمت، اگر قیمت در حال پایین آمدن است). برای محاسبهٔ MOM می‌توان با کسر کردنِ میانگین موزون معادل بهترین شرکت به لحاظ عملکرد از میانگین موزون معادل ضعیف‌ترین شرکت به لحاظ عملکردی، با وقفهٔ یک ماهه، محاسبه کرد (کارهارت، 1997).
اگر سهمی، میانگین بازده 12 ماههٔ پیشین ش، مثبت باشد، آن سهم دارای مومنتوم است.
مدل چهارعاملی، عموماً به عنوان مدل مدیریت فعال و مدل ارزیابی صندوق‌های سرمایه گذاری مشترک، استفاده می‌شود.
نکات تعدیل ریسک
سه روش برای تعدیل بازده صندوق‌های سرمایه گذاری نسبت به ریسک وجود دارد:
1. مدل بازار:
{\displaystyle EXR_{t}=\alpha ^{J}+\beta _{mkt}{\mathit {EXMKT}}_{t}+\epsilon _{t}}
عرض از مبدأ در این مدل اشاره به آلفای جنسن دارد.
2. مدل سه‌عاملی فاما-فرنچ:
{\displaystyle EXR_{t}=\alpha ^{FF}+\beta _{mkt}{\mathit {EXMKT}}_{t}+\beta _{HML}{\mathit {HML}}_{t}+\beta _{SMB}{\mathit {SMB}}_{t}+\epsilon _{t}}
عرض از مبدأ در این مدل، آلفای سه‌عاملی نام دارد.
3. مدل چهارعاملی کارهارت:
{\displaystyle EXR_{t}=\alpha ^{c}+\beta _{mkt}{\mathit {EXMKT}}_{t}+\beta _{HML}{\mathit {HML}}_{t}+\beta _{SMB}{\mathit {SMB}}_{t}+\beta _{UMD}{\mathit {UMD}}_{t}+\epsilon _{t}}
عرض از مبدأ این مدل، آلفای چهارعاملی نامیده می‌شود.
در این جا، EXRt بازده مازاد ماهانهٔ دارایی نسبت به نرخ T-bill ماهانه است.
ما نوعاً از این سه مدل برای تعدیل بابت ریسک استفاده می کنیم. در هر مورد، بازده مازاد دارایی را روی یک عرض از مبدأ (آلفا) و چند عامل در طرف راست معادله، رگرس می کنیم. عوامل ریسک طرف راست معادله، عبارتند از: بازده ماهانه ی شاخص موزون ارزشی CRSP منهای نرخ بدون ریسک (EXMKT)، صرف ماهانه ی عامل ارزش دفتری به ارزش بازار (HML)، صرف ماهانه ی عامل اندازه (SMB)، و صرف ماللل
ه ی برنده ها منهای بازنده ها (شرکت های بهتر منهای بدترها) (UMD) .
اگر صندوقی، آلفای مثبت و قابل توجهی داشته باشد، دارای بازده اضافی است.